# Senaat (Verenigde Staten)
De Senaat (Engels: United States Senate) vormt samen met het Huis van Afgevaardigden het Amerikaans Congres, de wetgevende macht binnen de federale overheid van de Verenigde Staten.
Ook de deelstaten hebben een tweekamerstelsel, waarin het hogerhuis met Senaat wordt aangeduid, met uitzondering van Nebraska, dat sinds 1934 slechts één wetgevende vergadering met 49 leden kent, die zich wel senatoren noemen.

## Senatoren
De Senaat omvat 100 zetels, twee voor elke Amerikaanse staat. Deze plaatsen worden ingenomen door senatoren, die verkozen worden voor zes jaar. Elke twee jaar wordt een derde van de Senaat hernieuwd.
De vicepresident van de Verenigde Staten is de voorzitter van de Senaat en kan in het geval van een gelijk aantal stemmen van senatoren ook een stem uitbrengen. Dit gebeurt echter niet vaak. Bij afwezigheid van de vicepresident fungeert een van de senatoren, de president pro tempore min of meer als vervanger. Deze zit echter de vergadering meestal niet voor, en heeft ook geen extra stemrecht. In de praktijk is de president pro tempore meestal de langstzittende senator van de meerderheidspartij.
De Senaat heeft meer invloed dan het Huis van Afgevaardigden. De Senaat heeft een kleiner aantal zetels. Senatoren hebben in de regel meer bestuurservaring. Daarnaast kunnen ze in theorie beter weerstand bieden aan de publieke opinie, omdat ze voor een langere termijn gekozen worden, dus niet al na twee jaar worden afgerekend op hun stemgedrag. Ook heeft de Senaat een aantal exclusieve bevoegdheden. Volgens artikel 1 van de grondwet van de Verenigde Staten kan de president niet zomaar internationale verdragen sluiten, met enkele uitzonderingen, zonder instemming van de Senaat. Ook dient de Senaat in te stemmen met belangrijke benoemingen, zoals die van rechters in Hooggerechtshof en in federale rechtbanken, ambassadeurs en leden van het kabinet.
De Senaat heeft de mogelijkheid om bij twee derde van de stemmen een senator uit zijn functie te ontheffen. In de geschiedenis zijn vijftien senatoren op deze manier uit hun ambt gezet, waarvan veertien in 1861 en 1862, toen zij partij kozen voor de Confederatie in de Amerikaanse Burgeroorlog. Sindsdien is dit niet meer gebeurd, maar wel zijn verschillende senatoren opgestapt om het niet zover te laten komen. Dit gebeurde een laatste maal in 1995.

## Senaatsverkiezingen

### Verloop van de verkiezingen
Elke senator wordt dan onderdeel van een van drie klassen. Iedere twee jaar wordt een van deze klassen hernieuwd, waardoor steeds om de twee jaar een derde van de Senaat wordt vernieuwd en de Senaat nooit in zijn geheel wordt vernieuwd, wat wel het geval is in het Huis van Afgevaardigden. Deze kamer wordt immers om de twee jaar geheel vernieuwd. De verkiezingen ter hernieuwing van een derde van de Senaatszetels vallen, net als de verkiezingen voor het Huis van Afgevaardigden, in de even jaren, op de eerste dinsdag na de eerste maandag van november (dus tussen 2 en 8 november). Iedere vier jaar zijn de verkiezingen voor de Senaat tegelijk met de presidentsverkiezingen.
Oorspronkelijk werden de senatoren gekozen door de parlementen van de verschillende staten. Sinds 1913 echter worden senatoren rechtstreeks door de bevolking gekozen. Het District of Columbia en territoria zoals Puerto Rico zijn geen staten en hebben daarom geen recht op een eigen senator. De langstzittende senator van elke staat noemt men de 'senior senator'. Zijn collega van dezelfde staat wordt aangeduid met 'junior senator'. Senatoren worden meestal aangesproken met 'eerbiedwaardige'. Het basissalaris bedraagt in 2019 174.000 Amerikaanse dollar per jaar. De president pro tempore en de minder/meerderheidsleiders hebben een salaris van $193.400.
Wanneer een zetel vacant raakt, hoeven er niet per se direct nieuwe verkiezingen uitgeschreven te worden. De meeste staten hebben wetgeving die de gouverneur de bevoegdheid geeft om tot het tijdstip waarop de verkiezingen gepland staan iemand aan te wijzen om de zetel in te nemen.

### Eedaflegging
Elke senator moet na zijn verkiezing een eed af leggen. Deze luidt als volgt:
Origineel

I do solemnly swear (or affirm) that I will support and defend the Constitution of the United States against all enemies, foreign and domestic; that I will bear true faith and allegiance to the same; that I take this obligation freely, without any mental reservation or purpose of evasion; and that I will well and faithfully discharge the duties of the office on which I am about to enter.

optionally followed by so help me God

Vertaling

Ik zweer (of bevestig) plechtig dat ik de Grondwet van de Verenigde Staten zal verdedigen tegen alle vijanden, zowel buitenlandse als binnenlandse; dat ik waar geloof en trouw mag schenken hieraan; dat ik deze plicht vrij op mij neem, zonder enig geestelijk voorbehoud of het anderszins zal ontduiken; en dat ik goed en getrouw de plichten van het ambt dat ik ga bekleden op mij neem.

optioneel gevolgd door met Gods hulp

## Vergaderingen
De Amerikaanse Senaat is gevestigd in Washington, de hoofdstad van de Verenigde Staten. De vergaderingen van de Senaat vinden plaats in de noordelijke vleugel van het Capitool. Het Huis van Afgevaardigden beslaat de zuidelijke vleugel.
Voor zover niet anders bepaald worden besluiten genomen met een gewone meerderheid van stemmen. Zoals gezegd kan de vicepresident van de Verenigde Staten, als deze aanwezig is als voorzitter, in het geval van een gelijk aantal stemmen van senatoren ook een stem uitbrengen.

### Filibusteren
Tijdens de vergaderingen van de Senaat wordt vaak de techniek van het filibusteren gebruikt. Senatoren hebben immers het recht om zo lang te spreken als ze willen over een onderwerp naar keuze, tenzij een meerderheid van drie vijfden (60 procent) van de senatoren het debat sluit en een stemming afdwingt, waardoor er een einde komt aan het filibusteren en dus ook aan deze manier om een stemming te voorkomen of minstens uit te stellen. Aangezien er 100 Senaatszetels zijn, is een meerderheid van minstens 60 senatoren nodig om het tot een stemming te laten komen.
Vooral in de recente geschiedenis wordt in de Senaat gebruik gemaakt van de regel om met een drievijfdenmeerderheid het filibusteren te breken. De meerderheidspartij (hetzij de Democratische Partij dan wel de Republikeinse Partij) verkiest om filibusters te vermijden, wat tot gevolg heeft dat in de laatste decennia alle belangrijke wetgeving met de grote beleidskeuzes de facto een meerderheid van 60 procent nodig heeft om in de Senaat te worden goedgekeurd.
Op 21 november 2013 keurde de door de Democraten gedomineerde Senaat met 52 stemmen tegen 48 een nieuwe regel goed dat voortaan een gewone meerderheid van 51 senatoren vereist is om het filibusteren te beëindigen als er dient te worden gestemd over benoemingen in de uitvoerende of de rechterlijke macht, met uitzondering van de rechters in het federaal Hooggerechtshof. Op 6 april 2017 schafte de door de Republikeinen gedomineerde Senaat deze uitzondering af, waardoor voortaan ook voor kandidaat-rechters voor het Hooggerechtshof kan worden overgegaan tot de stemming met een gewone meerderheid. De Republikeinen schaften de drievijfdenmeerderheid voor stemmingen over benoemingen van rechters in het Hooggerechtshof af omdat anders de door de Republikeinse president Donald Trump voorgedragen kandidaat-rechter Neil Gorsuch niet kon worden benoemd, daar geen 60 senatoren zijn kandidatuur steunden. Trump verklaarde via Twitter tegenstander te zijn van de praktijk van het filibusteren.

## Senatoren
Sinds de verkiezingen van 2020 en de daarop volgende run-off verkiezingen begin 2021 bezetten de Democraten 48 zetels en de Republikeinen 50. Hiernaast zijn er twee onafhankelijke senatoren (niet gebonden aan een van de twee grote partijen). Angus King is een voormalige Republikein en Bernie Sanders heeft banden met de Democraten. In de praktijk bleven de stemmen tussen 2020 en 2022 daarom vaak staken (50 tegen 50), maar gaf de stem van de Democratische vice-president Kamala Harris de doorslag.
| Staat          | Senior Senator         | Senior Senator                | Begin Termijn    | Partij | Laatste Verkiezing | Volgende Verkiezing | Junior Senator       | Junior Senator              | Begin Termijn   | Partij | Laatste Verkiezing | Volgende Verkiezing |
| -------------- | ---------------------- | ----------------------------- | ---------------- | ------ | ------------------ | ------------------- | -------------------- | --------------------------- | --------------- | ------ | ------------------ | ------------------- |
| Alabama        | Tommy Tuberville       | Tommy Tuberville (1954)       | 3 januari 2021   | R      | 2020               | 2026                | Katie Britt          | Katie Britt (1982)          | 3 januari 2023  | R      | 2022               | 2028                |
| Alaska         | Lisa Murkowski         | Lisa Murkowski (1957)         | 20 december 2002 | R      | 2022               | 2028                | Dan Sullivan         | Dan Sullivan (1961)         | 3 januari 2015  | R      | 2020               | 2026                |
| Arizona        | Mark Kelly             | Mark Kelly (1964)             | 2 december 2020  | D      | 2022               | 2028                | Ruben Gallego        | Ruben Gallego (1979)        | 3 januari 2025  | D      | 2024               | 2030                |
| Arkansas       | John Boozeman          | John Boozeman (1950)          | 3 januari 2011   | R      | 2022               | 2028                | Tom Cotton           | Tom Cotton (1977)           | 3 januari 2015  | R      | 2020               | 2026                |
| Californië     | Alex Padilla           | Alex Padilla (1973)           | 20 januari 2021  | D      | 2022               | 2028                | Adam Schiff          | Adam Schiff (1960)          | 8 december 2024 | D      | 2024               | 2030                |
| Colorado       | Michael Bennet         | Michael Bennet (1964)         | 20 januari 2009  | D      | 2022               | 2028                | John Hickenlooper    | John Hickenlooper (1952)    | 3 januari 2021  | D      | 2020               | 2026                |
| Connecticut    | Richard Blumenthal     | Richard Blumenthal (1946)     | 3 januari 2011   | D      | 2022               | 2028                | Chris Murphy         | Chris Murphy (1973)         | 3 januari 2013  | D      | 2024               | 2030                |
| Delaware       | Chris Coons            | Chris Coons (1963)            | 15 november 2010 | D      | 2020               | 2026                | Lisa Blunt Rochester | Lisa Blunt Rochester (1962) | 3 januari 2025  | D      | 2024               | 2030                |
| Florida        | Rick Scott             | Rick Scott (1952)             | 8 januari 2019   | R      | 2024               | 2030                | Ashley Moody         | Ashley Moody (1975)         | 21 januari 2025 | R      | [ 6 ]              | 2026                |
| Georgia        | Jon Ossoff             | Jon Ossoff (1987)             | 20 januari 2021  | D      | 2021               | 2026                | Raphael Warnock      | Raphael Warnock (1969)      | 20 januari 2021 | D      | 2022               | 2028                |
| Hawaï          | Brian Schatz           | Brian Schatz (1972)           | 26 december 2012 | D      | 2022               | 2028                | Mazie Hirono         | Mazie Hirono (1947)         | 3 januari 2013  | D      | 2024               | 2030                |
| Idaho          | Mike Crapo             | Mike Crapo (1951)             | 3 januari 1999   | R      | 2022               | 2028                | Jim Risch            | Jim Risch (1943)            | 3 januari 2009  | R      | 2020               | 2026                |
| Illinois       | Dick Durbin            | Dick Durbin (1944)            | 3 januari 1997   | D      | 2020               | 2026                | Tammy Duckworth      | Tammy Duckworth (1968)      | 3 januari 2017  | D      | 2022               | 2028                |
| Indiana        | Todd Young             | Todd Young (1972)             | 3 januari 2017   | R      | 2022               | 2028                | Jim Banks            | Jim Banks (1979)            | 3 januari 2025  | R      | 2024               | 2030                |
| Iowa           | Chuck Grassley         | Chuck Grassley (1933)         | 3 januari 1981   | R      | 2022               | 2028                | Joni Ernst           | Joni Ernst (1970)           | 3 januari 2015  | R      | 2020               | 2026                |
| Kansas         | Jerry Moran            | Jerry Moran (1954)            | 3 januari 2011   | R      | 2022               | 2028                | Roger Marshall       | Roger Marshall (1960)       | 3 januari 2021  | R      | 2020               | 2026                |
| Kentucky       | Mitch McConnell        | Mitch McConnell (1942)        | 3 januari 1985   | R      | 2020               | 2026                | Rand Paul            | Rand Paul (1963)            | 3 januari 2011  | R      | 2022               | 2028                |
| Louisiana      | Bill Cassidy           | Bill Cassidy (1954)           | 3 januari 2015   | R      | 2020               | 2026                | John Neely Kennedy   | John Neely Kennedy (1951)   | 3 januari 2017  | R      | 2022               | 2028                |
| Maine          | Susan Collins          | Susan Collins (1952)          | 3 januari 1997   | R      | 2020               | 2026                | Angus King           | Angus King (1944)           | 3 januari 2013  | O      | 2024               | 2030                |
| Maryland       | Chris Van Hollen       | Chris Van Hollen (1959)       | 3 januari 2017   | D      | 2022               | 2028                | Angela Alsobrooks    | Angela Alsobrooks (1971)    | 3 januari 2025  | D      | 2024               | 2030                |
| Massachusetts  | Elizabeth Warren       | Elizabeth Warren (1949)       | 3 januari 2013   | D      | 2024               | 2030                | Ed Markey            | Ed Markey (1946)            | 16 juli 2013    | D      | 2020               | 2026                |
| Michigan       | Gary Peters            | Gary Peters (1958)            | 3 januari 2015   | D      | 2020               | 2026                | Elissa Slotkin       | Elissa Slotkin (1976)       | 3 januari 2025  | D      | 2024               | 2030                |
| Minnesota      | Amy Klobuchar          | Amy Klobuchar (1960)          | 3 januari 2007   | D      | 2024               | 2030                | Tina Smith           | Tina Smith (1958)           | 3 januari 2018  | D      | 2020               | 2026                |
| Mississippi    | Roger Wicker           | Roger Wicker (1951)           | 31 december 2007 | R      | 2024               | 2030                | Cindy Hyde-Smith     | Cindy Hyde-Smith (1959)     | 8 april 2018    | R      | 2020               | 2026                |
| Missouri       | Josh Hawley            | Josh Hawley (1979)            | 3 januari 2019   | R      | 2024               | 2030                | Eric Schmitt         | Eric Schmitt (1975)         | 3 januari 2023  | R      | 2022               | 2028                |
| Montana        | Steve Daines           | Steve Daines (1962)           | 3 januari 2015   | R      | 2020               | 2026                | Tim Sheehy           | Tim Sheehy (1985)           | 3 januari 2025  | R      | 2024               | 2030                |
| Nebraska       | Deb Fischer            | Deb Fischer (1951)            | 3 januari 2013   | R      | 2024               | 2030                | Pete Ricketts        | Pete Ricketts (1964)        | 23 januari 2023 | R      | 2024               | 2030                |
| Nevada         | Catherine Cortez Masto | Catherine Cortez Masto (1964) | 3 januari 2017   | D      | 2022               | 2028                | Jacky Rosen          | Jacky Rosen (1957)          | 3 januari 2019  | D      | 2024               | 2030                |
| New Hampshire  | Jeanne Shaheen         | Jeanne Shaheen (1947)         | 3 januari 2009   | D      | 2020               | 2026                | Maggie Hassan        | Maggie Hassan (1958)        | 3 januari 2017  | D      | 2022               | 2028                |
| New Jersey     | Cory Booker            | Cory Booker (1969)            | 31 oktober 2013  | D      | 2020               | 2026                | Andy Kim             | Andy Kim (1982)             | 8 december 2024 | D      | 2024               | 2030                |
| New Mexico     | Martin Heinrich        | Martin Heinrich (1971)        | 3 januari 2013   | D      | 2024               | 2030                | Ben Ray Luján        | Ben Ray Luján (1972)        | 3 januari 2021  | D      | 2020               | 2026                |
| New York       | Chuck Schumer          | Chuck Schumer (1950)          | 3 januari 1999   | D      | 2022               | 2028                | Kirsten Gillibrand   | Kirsten Gillibrand (1966)   | 26 januari 2009 | D      | 2024               | 2030                |
| North Carolina | Thom Tillis            | Thom Tillis (1960)            | 3 januari 2015   | R      | 2020               | 2026                | Ted Budd             | Ted Budd (1971)             | 3 januari 2023  | R      | 2022               | 2028                |
| North Dakota   | John Hoeven            | John Hoeven (1957)            | 3 januari 2011   | R      | 2022               | 2028                | Kevin Cramer         | Kevin Cramer (1961)         | 3 januari 2019  | R      | 2024               | 2030                |
| Ohio           | Bernie Moreno          | Bernie Moreno (1967)          | 3 januari 2025   | R      | 2024               | 2030                | Jon Husted           | Jon Husted (1967)           | 18 januari 2025 | R      | [ 11 ]             | 2026                |
| Oklahoma       | James Lankford         | James Lankford (1968)         | 3 januari 2015   | R      | 2022               | 2028                | Markwayne Mullin     | Markwayne Mullin (1977)     | 3 januari 2023  | R      | 2022               | 2028                |
| Oregon         | Ron Wyden              | Ron Wyden (1949)              | 6 februari 1996  | D      | 2022               | 2028                | Jeff Merkley         | Jeff Merkley (1956)         | 3 januari 2009  | D      | 2020               | 2026                |
| Pennsylvania   | John Fetterman         | John Fetterman (1969)         | 3 januari 2023   | D      | 2022               | 2028                | David McCormick      | David McCormick (1965)      | 3 januari 2025  | R      | 2024               | 2030                |
| Rhode Island   | Jack Reed              | Jack Reed (1949)              | 3 januari 1997   | D      | 2020               | 2026                | Sheldon Whitehouse   | Sheldon Whitehouse (1955)   | 3 januari 2007  | D      | 2024               | 2030                |
| South Carolina | Lindsey Graham         | Lindsey Graham (1955)         | 3 januari 2003   | R      | 2020               | 2026                | Tim Scott            | Tim Scott (1965)            | 3 januari 2013  | R      | 2022               | 2028                |
| South Dakota   | John Thune             | John Thune (1961)             | 3 januari 2005   | R      | 2022               | 2028                | Mike Rounds          | Mike Rounds (1954)          | 3 januari 2015  | R      | 2020               | 2026                |
| Tennessee      | Marsha Blackburn       | Marsha Blackburn (1952)       | 3 januari 2019   | R      | 2024               | 2030                | Bill Hagerty         | Bill Hagerty (1959)         | 3 januari 2021  | R      | 2020               | 2026                |
| Texas          | John Cornyn            | John Cornyn (1952)            | 1 december 2002  | R      | 2020               | 2026                | Ted Cruz             | Ted Cruz (1970)             | 3 januari 2013  | R      | 2024               | 2030                |
| Utah           | Mike Lee               | Mike Lee (1971)               | 3 januari 2011   | R      | 2022               | 2028                | John Curtis          | John Curtis (1960)          | 3 januari 2025  | R      | 2024               | 2030                |
| Vermont        | Bernie Sanders         | Bernie Sanders (1941)         | 3 januari 2007   | O      | 2024               | 2030                | Peter Welch          | Peter Welch (1947)          | 3 januari 2023  | D      | 2022               | 2028                |
| Virginia       | Mark Warner            | Mark Warner (1954)            | 3 januari 2009   | D      | 2020               | 2026                | Tim Kaine            | Tim Kaine (1958)            | 3 januari 2013  | D      | 2024               | 2030                |
| Washington     | Patty Murray           | Patty Murray (1950)           | 3 januari 1993   | D      | 2022               | 2028                | Maria Cantwell       | Maria Cantwell (1958)       | 3 januari 2001  | D      | 2024               | 2030                |
| West Virginia  | Shelley Moore Capito   | Shelley Moore Capito (1953)   | 3 januari 2015   | R      | 2020               | 2026                | Jim Justice          | Jim Justice (1951)          | 13 januari 2025 | R      | 2024               | 2030                |
| Wisconsin      | Ron Johnson            | Ron Johnson (1955)            | 3 januari 2011   | R      | 2022               | 2028                | Tammy Baldwin        | Tammy Baldwin (1962)        | 3 januari 2013  | D      | 2024               | 2030                |
| Wyoming        | John Barrasso          | John Barrasso (1952)          | 25 juni 2007     | R      | 2018               | 2024                | Cynthia Lummis       | Cynthia Lummis (1954)       | 3 januari 2021  | R      | 2020               | 2026                |

## Aankomende senatoren
| Staat | Senator | Senator | Begin Termijn | Partij | Voorganger |
| ----- | ------- | ------- | ------------- | ------ | ---------- |

## Wetenswaardigheden
- Dertien huidige senatoren zijn voorheen gouverneur geweest: John Hickenlooper (Colorado), Tom Carper (Delaware), Rick Scott (Florida), Jim Risch (Idaho), Angus King (Maine), Jeanne Shaheen en Maggie Hassan (New Hampshire), John Hoeven (North Dakota), Mike Rounds (South Dakota), Mitt Romney (Massachusetts), Mark Warner en Tim Kaine (Virginia) en Joe Manchin (West Virginia).
- Achtenveertig senatoren zijn jurist van beroep.[bron?]
- Elf hebben gediend in de Krijgsmacht.[bron?]
- Vier hebben een medische achtergrond.[bron?]
- Zesentachtig zijn christenen, waarvan zestig protestant, tweeëntwintig katholiek en vier mormoon.[bron?]

Alabama: Tuberville (R) · Britt (R)
Alaska: Murkowski (R) · Sullivan (R)
Arizona: Kelly (D) · Gallego (D)
Arkansas: Boozman (R) · Cotton (R)
Californië: Padilla (D) · Schiff (D)
Colorado: Bennet (D) · Hickenlooper (D)
Connecticut: Blumenthal (D) · Murphy (D)
Delaware: Coons (D) · Blunt Rochester (D)
Florida: R. Scott (R) · Moody (R)
Georgia: Ossoff (D) · Warnock (D)
Hawaï: Schatz (D) · Hirono (D)
Idaho: Crapo (R) · Risch (R)
Illinois: Durbin (D) · Duckworth (D)
Indiana: Young (R) · Banks (R)
Iowa: Grassley (R) · Ernst (R)
Kansas: Moran (R) · Marshall (R)
Kentucky: McConnell (R) · Paul (R)
Louisiana: Cassidy (R) · Kennedy (R)
Maine: Collins (R) · King (O)
Maryland: Van Hollen (D) · Alsobrooks (D)
Massachusetts: Warren (D) · Markey (D)
Michigan: Peters (D) · Slotkin (D)
Minnesota: Klobuchar (D) · Smith (D)
Mississippi: Wicker (R) · Hyde-Smith (R)
Missouri: Hawley (R) · Schmitt (R)
Montana: Daines (R) · Sheehy (R)
Nebraska: Fischer (R) · Ricketts (R)
Nevada: Cortez Masto (D) · Rosen (D)
New Hampshire: Shaheen (D) · Hassan (D)
New Jersey: Booker (D) · Kim (D)
New Mexico: Heinrich (D) · Luján (D)
New York: Schumer (D) · Gillibrand (D)
North Carolina: Tillis (R) · Budd (R)
North Dakota: Hoeven (R) · Cramer (R)
Ohio: Moreno (R) · Husted (R)
Oklahoma: Lankford (R) · Mullin (R)
Oregon: Wyden (D) · Merkley (D)
Pennsylvania: Fetterman (D) · McCormick (R)
Rhode Island: Reed (D) · Whitehouse (D)
South Carolina: Graham (R) · T. Scott (R)
South Dakota: Thune (R) · Rounds (R)
Tennessee: Blackburn (R) · Hagerty (R)
Texas: Cornyn (R) · Cruz (R)
Utah: Lee (R) · Curtis (R)
Vermont: Sanders (O) · Welch (D)
Virginia: Warner (D) · Kaine (D)
Washington: Murray (D) · Cantwell (D)
West Virginia: Moore Capito (R) · Justice (R)
Wisconsin: Johnson (R) · Baldwin (D)
Wyoming: Barrasso (R) · Lummis (R)
(D): Democraat · (R): Republikein · (O): Onafhankelijk